# Centropus viridis
Centropus viridis là một loài chim trong họ Cuculidae.